# Alyson Reed
Alyson Reed, född 11 januari 1958 i Anaheim i Kalifornien, är en amerikansk dansare och skådespelare, mest känd från High School Musical. Hon har även medverkat i många TV-serier, såsom Matlock, L.A. Law, Murder, She Wrote, Frasier, Law & Order, Without a Trace, Cityakuten, Vem dömer Amy?, Chicago Hope, Arkiv X, CSI: Crime Scene Investigation, Nip/Tuck, Crossing Jordan, Numb3rs, Boston Legal och NYPD Blue.